# Vicko Milatović
Miroslav »Vicko« Milatović, srbski glasbenik in bobnar, * 9. maj 1959 Beograd.                                                                                                                                                                 
Milatović je najbolj znan kot bobnar srbske in nekdanje jugoslovanske glasbene rock skupine Riblja Čorba.

## Biografija

### Zgodnje življenje
Vicko Milatović se je rodil 9. maja 1959 v Beogradu. Otroštvo je preživel v Beogradu, kjer je tudi končal osnovno šolo. Že v srednji šoli se je začel ukvarjati z glasbo. Veliko svojega prostega časa je posvetil glasbi in kitari.

### Glasbena kariera
Milatović je svojo glasbeno kariero začel kot bobnar skupine Born. Po razpadu skupine leta 1977 je Milatović postal član skupine SOS.
Leta 1978 so člani SOS-a Vicko Milatović, Miša Aleksić in Rajko Kojić z nekdanjim članom Suncokreta in Ranija Mraza, Boro Đorđevićem ustanovili znano srbsko glasbeno skupino Ribljo Čorbo. Milatović je od ustanovitve do danes ostal član Riblje Čorbe, zaradi vojaških obveznosti pa je skupino zapustil le leta 1982 in se je skupini ponovno pridružil leta 1984.
Leta 1986 je Milatović izdal svoj prvi samostojni album U ritmu srca malog dobošara v produkciji Kornelija Kovača. Milatović je ustanovil skupino Vicko Band, podporno skupino za koncerte, ki so sledili izdaji albuma. Vicko Band je po treh mesecih raspadel zaradi Milatovićevih obveznosti do Riblje Čorbe. 
Leta 1982 je Milatović ustanovil heavy metal skupino Ratnici, vendar je istega leta zaradi svojih vojaških obveznosti zapustil tako Ribljo Čorbo kot Ratnice. Leta 1984 se je vrnil v Ribljo Čorbo.
Leta 1990 se je Milatović pridružil podjetju Delta Project, ki so ga ustanovili njegovi nekdanji Warriors in soigralec skupine Vicko Band, Dragan Deletić. Skupina je kmalu zatem razpadla. Leta 1993 se je pridružil klubski zasedbi Old Spice, s katero je nastopal v obdobjih neaktivnosti Riblje Čorbe.
Leta 1994 je Milatović ustanovil težko rock skupino Indijanci, razvpito po svojih erotičnih besedilih. Skupina je izdala dva studijska albuma: istoimenski Indijanci leta 1995 in Ne more biti veselije leta 1997.
Leta 1999 je Milatović z Minđušarijem nastopil na njihovi turneji po Republiki Srbski. Leta 2004 je nastopil s skupino Džoker. 
Leta 2003 je Milatović izdal glasbeni album za otroke Dečaci o devojčicama. Na albumu so kot gostujoči vokalisti nastopili Bora Đorđević, Momčilo Bajagić, Đorđe David, Billy King, Žika Milenković, Prljavi Inspektor Blaža, Miroslav "Pile" Živanović, Zvonimir Đukić in Dejan Cukić.

### Druga dela
Milatović je bil glasbeni urednik pri založbi Hi-Fi Centar. Znan je tudi kot bobnar, ki ve: rock ritem 1, rock ritem 2, disco ritem in seveda funky ritem.

## Diskografija

### SOS

#### Singli
- "Nestvaran san" / "Stari sat" (1973)
- "Tražim" / "Magnovenje" (1974)
- "Čovek i pčela" / "Znam kako je" (1975)

### Riblja Čorba

#### Studijski albumi
- Kost u grlu (1979)
- Pokvarena mašta i prljave strasti (1981)
- Mrtva priroda (1981)
- Buvlja pijaca (1982)
- Istina (1985)
- Osmi nervni slom (1986)
- Ujed za dušu (1987)
- Priča o ljubavi obično ugnjavi (1988)
- Koza nostra (1990)
- Labudova pesma (1992)
- Zbogom, Srbijo (1993)
- Ostalo je ćutanje (1996)
- Nojeva barka (1999)
- Pišanje uz vetar (2001)
- Ovde (2003)
- Minut sa njom (2009)
- Uzbuna (2012)

### Albumi v živo
- U ime naroda (1982)
- Nema laži, nema prevare - Zagreb uživo `85 (1995)
- Od Vardara pa do Triglava (1996)
- Beograd, uživo '97 - 1 (1997)
- Beograd, uživo '97 - 2 (1997)
- Gladijatori u BG Areni (2007)
- Niko nema ovakve ljude! (2010)
- Koncert za brigadire (2012)

### Eps
- Trilogija 1: Nevinost bez zaštite (2005)
- Trilogija 2: Devičanska ostrva (2006)
- Trilogija 3: Ambasadori loše volje (2006)

### Ratnici/Warriors

#### EP-ji
- Ratnici - Warriors (1983)

### Solo

#### Studio albumi
- U ritmu srca malog dobošara (1986)
- Dečaci o devojčicama (2003)

### Indijanci

#### Studio albumi
- Indijanci (1995)
- Ne može biti veselije (1997)